# 朝倉文市
朝倉 文市（あさくら ぶんいち、1935年 - 2020年）は、日本の西洋中世史学者、ノートルダム清心女子大学名誉教授。

## 経歴・人物
宮崎県出身。1958年、上智大学文学部史学科卒業。1963年、上智大学大学院西洋文化研究科修士課程修了。1969年ノートルダム聖心女子大学助教授、教授、2005年定年退任、名誉教授。1996年、『修道院』でヨゼフ・ロゲンドルフ賞受賞。

## 著書
- 修道院 禁欲と観想の中世（講談社現代新書 1995年）
- 修道院にみるヨーロッパの心（山川出版社 1996年 (世界史リブレット)）
- ヨーロッパ成立期の修道院文化の形成 学ぶことの悦びと神への誘い（南窓社 2000年）

## 翻訳
- デイビット・ノウルズ『修道院』（平凡社 1972年 (世界大学選書)）
- M.L.W.レィスナー『ローマの歴史家』（長友栄三郎共訳 みすず書房 1978年）
- 『聖ベネディクト 西欧的修道院制の確立者 世界を創った人びと』（編訳 平凡社 1979年）
- R.J.クーツ『イギリス その人々の歴史 2』（今井宏共訳 帝国書院 1981年 (全訳世界の歴史教科書シリーズ)）
- オウエン・バーフィールド『言語と意味との出会い 話し手の意味』（盛田寛一共訳 人智学出版社 1983年）
- ヴァルター・ウルマン『中世ヨーロッパの政治思想』（御茶の水書房 1983年）
- オウエン・バーフィールド『意識の進化と言語の起源』（横山竹己共訳 人智学出版社 1987年）
- ルイス・J.レッカイ『シトー会修道院』（函館トラピスチヌ共訳 平凡社 1989年）
- チャールズ・ホーマー・ハスキンズ 『十二世紀ルネサンス』（別宮貞徳共訳 みすず書房 1989年／講談社学術文庫 2017年）
- クリストファー・ド・ハメル『聖書の歴史図鑑 書物としての聖書の歴史』（監訳 川野美也子、馬場幸栄、横山竹巳訳 東洋書林 2004年）
- M.-H.ヴィケール『中世修道院の世界 使徒の模倣者たち』（監訳 渡辺隆司、梅津教孝訳 八坂書房 2004年）
- フアン・マリーア・ラボーア『世界修道院文化図鑑』（監修 横山竹己、鐸木道剛、吉松実花訳 東洋書林 2007年）
- ノーマン・F.キャンター『中世の発見 偉大な歴史家たちの伝記』（横山竹己、梅津教孝共訳 法政大学出版局 2007年 (りぶらりあ選書)）
- P.ディンツェルバッハー、J.L.ホッグ『修道院文化史事典』（監訳 石山穂澄ほか訳 八坂書房 2008年）
- デレク・ブルーア『チョーサーの世界 詩人と歩く中世』（海老久人共訳 八坂書房 2010年）
- デズモンド・スアード『ワインと修道院』（横山竹己共訳 八坂書房 2011年）